# Curius panamensis
Curius panamensis là một loài bọ cánh cứng trong họ Cerambycidae.